# SN 2009gx
SN 2009gx – supernowa typu II-P odkryta 23 maja 2009 roku w galaktyce A125723-0433. W momencie odkrycia miała maksymalną jasność 19,80m.